# New York Life Building
El New York Life Building es la sede de New York Life Insurance Company en 51 Madison Avenue en Nueva York (Estados Unidos). El edificio, diseñado por Cass Gilbert, colinda con el Madison Square Park en los vecindarios Rose Hill y NoMad de Manhattan. Ocupa una manzana entera delimitada por Madison Avenue, Park Avenue South y las calles 26 y 27.
El New York Life Building fue diseñado con detalles neogóticos similares a los encargos anteriores de Gilbert, incluidos 90 West Street y Woolworth Building. La torre tiene 40 pisos de altura y consta de 34 pisos de oficinas coronados por un techo piramidal dorado de seis pisos. En el momento de la construcción del edificio, muchas estructuras se estaban construyendo en el estilo art déco, por lo que el diseño de Gilbert también incorporó influencias de ese estilo. El New York Life Building se distingue del horizonte por su techo dorado.
El New York Life Building se construyó entre 1927 y 1928 en el sitio del Madison Square Garden. Una vez finalizado, el New York Life Building se describió como administrado "como una ciudad pequeña". Después de la Segunda Guerra Mundial, New York Life se volvió especialmente rentable y construyó un anexo al norte entre 1960 y 1962. Además, New York Life completó una serie de renovaciones en el edificio original a finales del siglo XX. El edificio fue agregado al Registro Nacional de Lugares Históricos como un Monumento Histórico Nacional en 1978 y fue designado un monumento de la ciudad por la Comisión de Preservación de Monumentos de la Ciudad de Nueva York en 2000.

## Diseño
Diseñado en 1926 por Cass Gilbert, el New York Life Building fue el último rascacielos importante de ese arquitecto en Manhattan. El New York Life Building fue también la última "oficina central" de una compañía de seguros importante que se construyó en Nueva York, y una de las pocas estructuras de este tipo que quedan en la ciudad. Su diseño se inspiró en la catedral de Salisbury, aunque Gilbert también dijo que se inspiró en algunos de sus encargos anteriores, incluidos 90 West Street y el Woolworth Building. El edificio fue diseñado para New York Life Insurance Company por tres razones principales: para proporcionar espacio de expansión, como una inversión y como un ícono.
El edificio ocupa la cuadra completa entre 26th Street, 27th Street, Madison Avenue y Park Avenue South. El lote mide 61 por 129,5 m, con el eje más largo de oeste a este. El New York Life Building mide 187 m de altura y tiene 34 pisos, aunque técnicamente tiene 40 pisos de altura. Además de un área comercial a nivel del suelo, hay cinco niveles de sótano, un entrepiso en el primer piso, 33 pisos de oficinas sobre el suelo y seis pisos mecánicos en el techo. La estructura ha sido descrita como una de las más brillantes de la ciudad, con una potencia total de 30 000 vatios.

### Forma
El New York Life Building combina detalles góticos estilizados y una masa que tiene un diseño claramente moderno. La masificación tiene varios retranqueos según lo ordenado por la Ley de Zonificación de 1916 (Nueva York). Los retranqueos se ubican en los pisos 5, 14, 26, 30, 31, 34 y 35, mientras que el techo se eleva desde el retranqueo del piso 35. La masa no llena todo el lote, pero la esbeltez de los pisos superiores permitió que se usaran menos ascensores, abriendo así espacio adicional en los pisos inferiores.
Los cuatro pisos más bajos, incluido el entrepiso, comprenden la base, mientras que los pisos quinto al 13 comprenden la "sección central" de nueve pisos. La sección de "torre" de 21 pisos del edificio se eleva desde los pisos 14 al 34. Entre los pisos 14 y 25, la "torre" está flanqueada por alas al oeste y al este.

### Fachada
La fachada es de granito en la base, mientras que los otros pisos están revestidos con piedra caliza. El edificio tiene 2180 ventanas, la mayoría de ellas paneles de vidrio. La mayoría son ventanas de guillotina con uno de los cuatro tipos de dintel (el piso 34 tiene ventanas de un solo panel). Originalmente, todas las ventanas tenían marcos de bronce. Hay varias aberturas de entrada de ventilación en la fachada del edificio; la ventilación artificial inicialmente tenía su toma en el sótano y se agotaba a través del ático. También se colocan numerosos letreros en el edificio, incluidas placas de bronce de la compañía en las esquinas, letreros para el metro en la fachada este y toldos en el frente de la tienda.

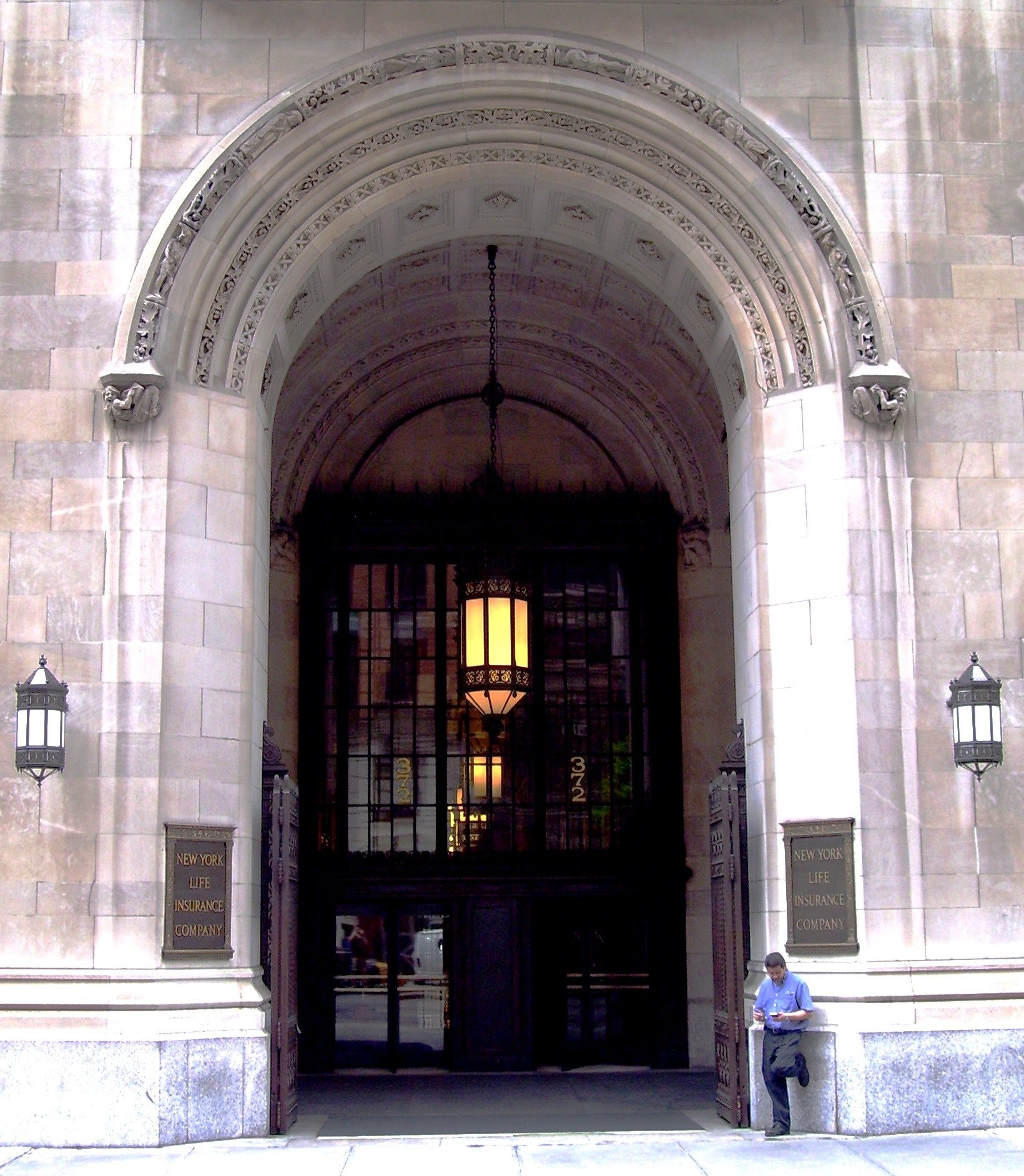
Entrada de Park Avenue

A nivel del suelo, los cuatro lados arqueados tienen arcadas de doble altura que dan a la planta baja y el entrepiso del primer piso. En la planta baja, hay escaparates con marcos de ventanas de exhibición de bronce sobre mamparos de granito, opcionalmente con un espejo de popa; varios de los escaparates tienen puertas giratorias con travesaños. Se han modificado algunos de los escaparates originales.
Las arcadas en las fachadas de Madison Avenue y Park Avenue South tienen cada una nueve tramos verticales, mientras que las fachadas de las calles 26 y 27 tienen 19 tramos. Cada tramo corresponde a un arco de la arcada. El arco de entrada principal es desde Madison Avenue hacia el oeste, flanqueado por arcos más pequeños a cada lado. También hay una entrada más pequeña desde Park Avenue South. Del segundo al cuarto piso, hay paneles decorativos enjutas entre las ventanas de cada piso..

#### Sección central y torre
La sección central del edificio comprende los pisos 5º al 13º las ventanas de cada piso están separadas por enjutas decorativas, mientras que cada tramo está separado por pilares que sobresalen. Hay otros elementos decorativos como gárgolas y un parapeto en el piso 13 y mástiles en el piso 14.. La sección central consta de siete tramos en Madison Avenue y Park Avenue South, y de diecisiete tramos en las calles 26 y 27.
La torre cuadrada se eleva por encima del piso 14 y consta de cinco tramos a cada lado. Las alas al oeste y al este, que se elevan hasta el piso 25, tienen tres tramos a cada lado. Los muros oeste y este de la torre entre los pisos 14 y 25, que están en su mayoría ocultos por las "alas", cada uno tiene una ventana al norte y al sur, flanqueando las alas respectivas. Hay contratiempos mínimos en los pisos 30 y 31. Al igual que en el tramo central, hay pilares salientes que separan cada nave, así como otros elementos decorativos.
El techo piramidal octogonal en la parte superior tiene 26,8 m de altura e incluye los pisos 35 al 40. El piso 35 está un poco alejado del piso 34; tiene aberturas de ventanas arqueadas, fastigios entre cada ventana y un parapeto. El techo en sí consta de 25 000 tejas de terracota bañadas en pan de oro producidas por Ludowici, con una finura de 22 quilates. El techo era originalmente de pan de oro sobre una base de cobre, pero debido a la corrosión del cobre, el techo se renovó posteriormente en 1967 y 1995. En la parte superior, una linterna se eleva otros 17,4 m y sirve como salida de ventilación.

### Interior

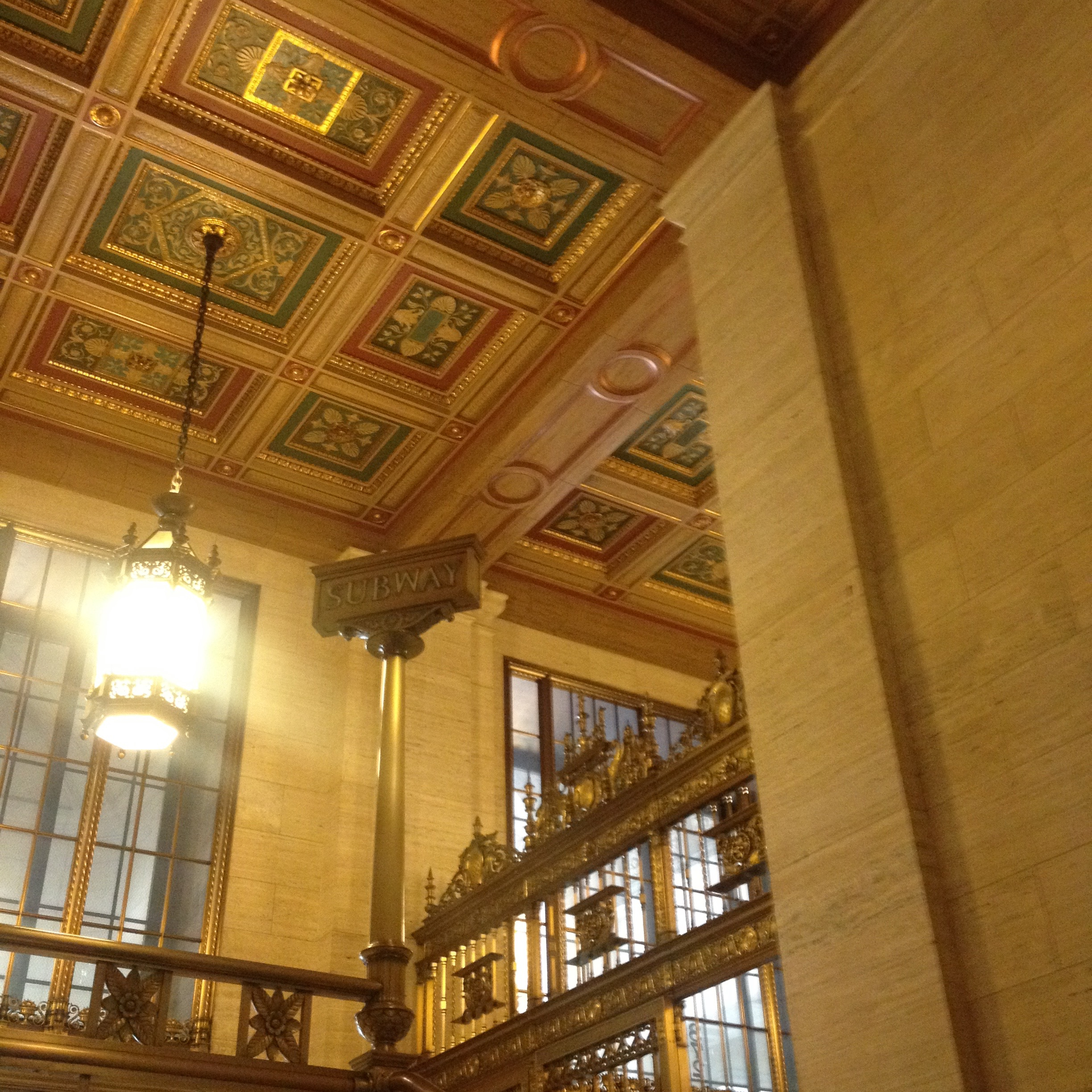
Entrada de la estación demetro de la Calle 28 dentro del edificio.

Dentro del New York Life Building hay un gran vestíbulo que corre de oeste a este por 121,9 m, la longitud total del edificio. El vestíbulo tiene un diseño similar a la nave de una catedral, con paredes de travertino, un artesonado pintado con bóvedas de cañón de 11,6 m de altura, así como rejas ornamentales de bronce en puertas y ascensores. Perpendiculares al vestíbulo hay un par de pasajes que van hacia el norte y el sur hasta las calles 27 y 26 respectivamente, proporcionando seis entradas desde las calles circundantes.
Hay cinco niveles de sótano, que se extienden 26,5 m por debajo del nivel del suelo. El lado este del primer nivel del sótano incorpora una entrada a la plataforma del centro de la estación de Calle 28 del metro de Nueva York. Otro sótano tiene una bóveda desarrollada en conjunto con ingenieros del Banco de la Reserva Federal de Nueva York y el Departamento del Tesoro de los Estados Unidos. La bóveda tenía características como una cerradura de tiempo, una puerta de acero de 362,9 kg y unas 128,7 km de cableado para las alarmas. Los otros sótanos incluyen instalaciones de servicio, restaurantes y almacenamiento para los documentos de la empresa..
El resto del interior está relativamente sin adornos, con algunas excepciones. Las oficinas ejecutivas tienen paneles de madera y la sala de depósito premium tiene piso de mármol. Además, la sala de juntas de 14,6 por 7,6 m de la compañía se trasladó de la antigua sede de Broadway 346; esta reubicación había incluido todo el mobiliario de la sala de juntas, incluidos los paneles, tapices y ventanas de roble marrón inglés. El departamento de oficina estaba ubicado en el segundo al quinto piso y tenía el sistema de tubos neumáticos más grande de los Estados Unidos al momento de la finalización del edificio. En el diseño original, los espacios interiores estaban fuertemente insonorizados con gruesos paneles de vidrio, techos acústicos y ventilación forzada. La ornamentación original en las otras habitaciones se eliminó o se redujo en renovaciones posteriores.

## Historia
En 1844 se inauguró en diagonal frente al edificio el parque Madison Square, un área verde de 2,8 ha que se extiende hacia el suroeste. El espacio se utilizó ampliamente para eventos culturales y militares, y Madison Avenue en la frontera este del parque se convirtió en una fila residencial de lujo. El sitio del New York Life Building se usó entre 1837 y 1871 como Union Depot de New York & Harlem y New York & New Haven Railroads (ahora parte de la línea principal de Park Avenue ). La ubicación luego albergó un jardín de conciertos llamado Gilmore's Garden, así como el Hipódromo de P. T. Barnum. El primer Madison Square Garden (el MSG) se construyó en 1879 en la esquina noreste de Madison Avenue y 26th Street, y fue reemplazado en 1890 por el segundo Madison Square Garden.
La New York Life Insurance Company había constituido en 1841 y originalmente estaba ubicada en el distrito financiero del bajo Manhattan. Sus estructuras anteriores en Nueva York se habían agrupado alrededor del bajo Manhattan, incluyendo el 346 Broadway (construido en 1870), aunque New York Life también construyó sucursales en otras ciudades alrededor del mundo. New York Life tomó la hipoteca del MSG en 1912, y compró la instalación directamente cuatro años después, cuando el lugar quebró.

### Planeación y construcción

#### Planeación
New York Life encargó por primera vez a Cass Gilbert en 1919 que dibujara planos para un posible nuevo rascacielos en el sitio del MSG, después de haberlo elegido debido a su reputación de crear diseños que expresaban identidades corporativas discretas. Gilbert propuso dos planos para una torre alta: uno con una base alta y patios de luces, y el otro con una base más baja; sin embargo, ninguno de los dos fue seleccionado. Según un archivero de New York Life, no quedaban copias de los planes de Gilbert. En ese momento, las compañías de seguros de vida generalmente tenían sus propios edificios para sus oficinas y sucursales. Según el escritor de arquitectura Kenneth Gibbs, estos edificios permitieron a cada empresa individual inculcar "no solo su nombre, sino también una impresión favorable de sus operaciones" en el público en general. Esta había sido una tendencia desde 1870, con la finalización del antiguo Equitable Life Building en el distrito financiero de Manhattan. Además, las compañías de seguros de vida de finales del siglo XIX y principios del XX generalmente construían edificios monumentales para adaptarse a su gran personal administrativo y de mantenimiento de registros.

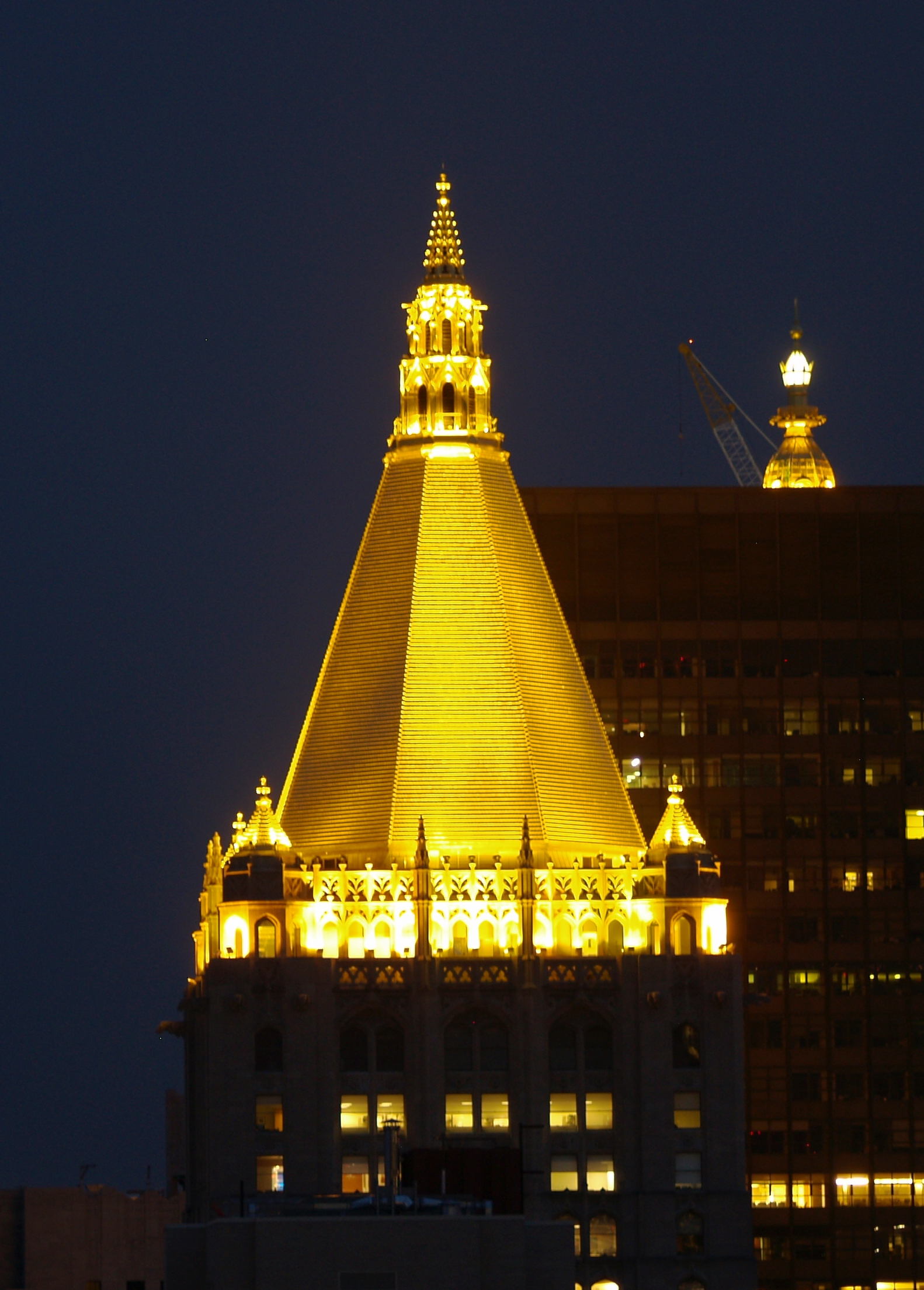
El techo del edificio desde el norte

En la década de 1920, New York Life atravesaba otro período de rápido crecimiento y las operaciones ya no cabían en el edificio 346 de Broadway. La compañía formó un comité en 1923 para determinar si era factible construir una nueva sede en el sitio del MSG, y para fines de ese año, el comité concluyó que tal construcción era posible. Se consideraron y rechazaron sitios adicionales.  
En febrero de 1924, Gilbert propuso una estructura de 28 pisos a la junta directiva de la compañía. Dos meses después, el arquitecto propuso una estructura con una base de 21 pisos y una torre de 15,2 m y 2 pisos. La junta presentó "planes provisionales" al Departamento de Edificios de Nueva York en mayo de 1924. Los planos se cambiaron ligeramente con respecto al original de Gilbert: la torre se amplió a siete pisos y los retranqueos y los patios de luces se redujeron al mínimo. La estructura también incluiría un pasillo de norte a sur y un vestíbulo de este a oeste; cinco pisos de sótano, incluida una entrada de metro en el sótano más alto; y un local comercial a nivel del suelo, tanto al interior como al exterior. Gilbert y la junta directiva también consideraron otros diseños durante el resto de 1924. 

#### Construcción
Todos los contratos de arrendamiento en el MSG debían expirar en mayo de 1925. La demolición del MSG comenzó en ese momento y el trabajo en la fundación comenzó en agosto de 1925, después de que el MSG fuera demolido. Los directores habían considerado retener algunas partes de la estructura del MSG, como la escultura Diana en el MSG, pero esto se consideró inviable. La construcción de la estructura de acero del New York Life Building comenzó en enero de 1926. Gunvald Aus fue seleccionado como ingeniero estructural y los hermanos Starrett como contratista general.
El constructor Paul Starrett de los hermanos Starrett, cuya opinión había pedido la junta de New York Life, había visto el plan tentativo de Gilbert como una "caja de edificio sin luz ni relieve". A mediados de 1926, Starrett convenció a New York Life de cancelar un pedido de acero existente para el proyecto y le pidió a Yasuo Matsui, un asociado de su empresa, los hermanos Starrett, que elaborara un nuevo plan. En 48 horas, Matsui presentó sus planes revisados. En ese momento, se había gastado cerca de un millòn de dòlares y el trabajo estaba parcialmente terminado. El costo restante de la construcción se consideró demasiado caro; se habrían necesitado sistemas de ventilación e iluminación artificial excesivos debido a la falta de patios de luces, lo que dificulta que el espacio sea rentable como se planeó originalmente. Tales preocupaciones habían sido expresadas por el Departamento de Seguros del estado de Nueva York, así como por Starrett. En agosto de 1926, se lanzó un nuevo plan para una estructura de piedra caliza de 34 pisos con retranqueos, un techo piramidal y un diseño gótico inspirado en la arquitectura francesa y holandesa. La excavación de los cimientos se completó ese mes. Para entonces, Gilbert había perdido interés en el proceso de construcción y su oficina "simplemente aprobaba o desaprobaba [.. ] las decisiones de los hermanos Starrett, en gran parte sin comentarios".
La piedra angular ceremonial, colocada en junio de 1927, estaba llena de documentos como una copia de The New York Times y varios informes relacionados con la empresa. New York Life comenzó a mudarse al edificio 51 Madison Avenue en noviembre de 1928. Durante ese mes, New York Life transfirió 75 millones de documentos que representan 6 850 mil millones en pólizas para el nuevo edificio. 675 millones adicionales en valores fueron transportados a la nueva estructura, protegida por 100 carros blindados con ametralladoras. El New York Life Building en 51 Madison Avenue se inauguró oficialmente el 12 de diciembre de 1928, cuando el presidente estadounidense Calvin Coolidge, miembro de la junta de New York Life, presionó un botón en la Casa Blanca. La estructura se había terminado a un costo final de 23 350 000 dólares; de esto, la tierra costó 2,35 millones y la construcción, 21 millones. 

### Uso

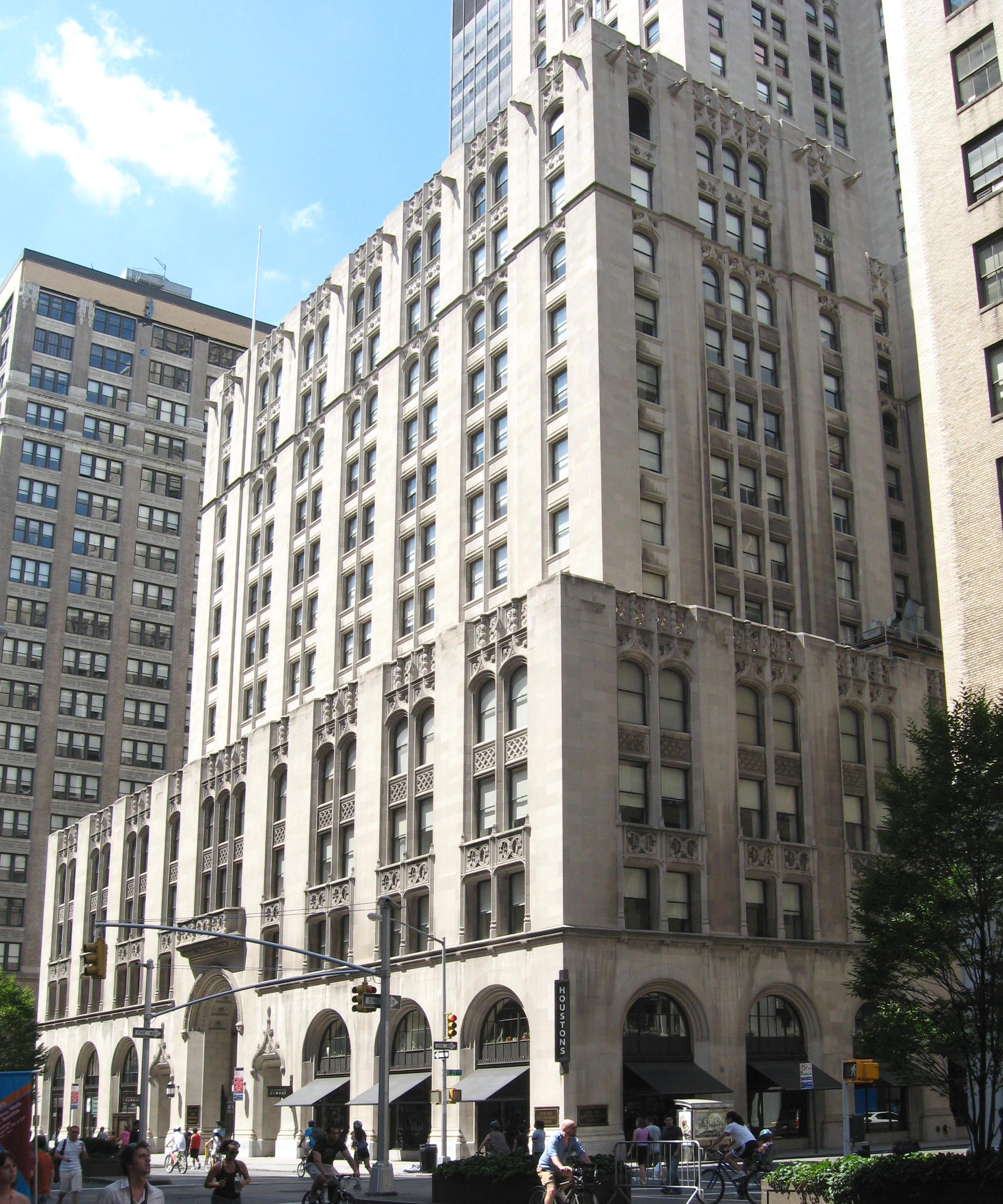
Visto al nivel de la calle desde Park Avenue South y la calle 27

El New York Life Building se describió como administrado "como una ciudad pequeña": tenía una fuerza de seguridad de 25 guardias de seguridad, que funcionaba como un cuerpo de bomberos, así como un equipo de limpieza que limpiaba los varios kilómetros de pasillos del edificio. Había una clínica para empleados en el piso 14, un sistema de 105 tomas de agua contra incendios, un sistema de ascensores que transportaban a más de 50 000 personas al día, un sistema de correo que manejaba 50 000 piezas de correo diariamente e incluso un periódico para empleados. New York Life inicialmente solo ocupaba alrededor del 65% del espacio. La superficie restante se alquiló a otros inquilinos comerciales y de oficinas, como empresas de lana, una farmacia y la la Universidad de Nueva York. Durante varios años, New York Life retuvo la propiedad de la estatua de Diana, y finalmente la envió al Museo de Arte de Filadelfia en 1932.
Después de la Segunda Guerra Mundial, New York Life se volvió especialmente rentable, ya que participó en varios desarrollos de viviendas de Nueva York. En 1959, New York Life adquirió gran parte del bloque ubicado inmediatamente al norte, entre las calles 27 y 28, y presentó planos al Departamento de Edificios para un inmueble de 16 pisos en el sitio, que se ubicaría en 63 Madison. Avenida. Carson y Lundin diseñaron el anexo mientras que Turner Construction fue el contratista. La construcción comenzó en agosto de 1960, ya pesar de un gran incendio a principios de 1962, se completó ese mismo año. Tras la finalización del anexo, se conoció como el "Edificio Norte", mientras que el edificio más antiguo de 51 Madison Avenue se llamó "Edificio Sur". 
New York Life también completó una serie de renovaciones a finales del siglo XX. En 1956, se reparó parte del techo como medida provisional. Todo el techo de la sección de la torre del edificio se reemplazó en 1966-1967, y se eliminó la mayor parte de la mampostería de la fachada de piedra del piso 35. Como parte de la renovación, Carson, Lundin & Shaw reemplazaron el techo de cobre dorado con tejas de cerámica doradas, reorganizaron el acero estructural que sostenía el techo y extendieron la pendiente del techo hacia abajo. Varios otros proyectos involucraron agregar aire acondicionado e iluminación fluorescente al interior, mejorar los ascensores y usar corriente alterna en lugar de corriente continua para la electricidad. Parte de la decoración interior original se eliminó en el proceso.
En 1985, para celebrar el 140 aniversario de New York Life, se encendió una vela artificial de 188 m en la parte superior de la pirámide. Otras mejoras durante las décadas de 1980 y 1990 incluyeron equipo mecánico en el retranqueo del piso 14; techos nuevos por encima de los retranqueos en los pisos 26, 34 y 35; y equipo de enfriamiento en el contrafuerte occidental del piso 26. Para el 150 aniversario de New York Life, en 1994-1995 se restauró la pirámide con nuevos azulejos y se encendió a un costo de 4,1 millones de dólares. The New York Life Insurance Company siguió manteniendo su sede en el edificio, pero comenzó a alquilar espacio de oficinas adicional a través de Cushman y Wakefield en 2004.

## Impacto

### Recepción de la crítica
En la inauguración, el presidente de New York Life, Darwin P. Kingsley, describió la estructura como "una majestuosa catedral de seguros". Miriam Berman, una historiadora, describió el techo chapado en oro como uno "que capta y refleja la luz del sol durante el día y la noche es una de las formas más fáciles de reconocer en el horizonte iluminado de la ciudad". En febrero de 1929, la Asociación de la Quinta Avenida denominó la estructura como el "mejor edificio comercial" erigido alrededor de la Quinta Avenida en 1928. Claude Fayette Bragdon dijo en 1931 que el diseño "intentó reconciliar los ideales góticos originales del rascacielos [..] y el ideal más nuevo que se basa menos en la superficie y los ornamentos finales y más en la disposición de masas cúbicas". George Shepard Chappell, escribiendo en The New Yorker bajo el seudónimo "T-Square", dijo que a Gilbert se le había "permitido el lujo de un 'estilo' definido" y consideraba que la ornamentación moderada era "decididamente refrescante". Robert A. M. Stern, en su libro New York 1930, dijo que incluso cuando el edificio "se simplificó notablemente en comparación con las obras anteriores de Gilbert, también era más impasible". 
El Servicio de Parques Nacionales dijo que 51 Madison Avenue era "un ejemplo excelentemente mantenido del trabajo de Cass Gilbert" cuyos planes "representan mejor la organización grande y bien estructurada de New York Life Insurance Company" en su apogeo. Esto se contrastó con la antigua sede de Broadway, que se describió como una de las mejores obras de su diseñador respectivo, McKim, Mead & White. La Comisión de Preservación de Monumentos Históricos de la Ciudad de Nueva York calificó la estructura como "un símbolo poderoso" del "espíritu público, estabilidad duradera y éxito financiero" de New York Life. Después de la renovación de 1995, el edificio recibió un Premio al Mérito de la Conservación de Monumentos de Nueva York.
No todos los críticos valoraron positivamente el edificio. La Guía de la WPA para Nueva York comparó el New York Life Building con el Woolworth Building: "Aunque el adorno gótico [del New York Life Building] es similar al del Woolworth Building, carece del poderoso movimiento ascendente encarnado en este último." Charles Phelps Cushing escribió que el techo dorado se parecía a un "cono de helado invertido, de pasta marrón dorado, estampado en el patrón de Nabisco".

### Designaciones de puntos de referencia
El edificio fue incluido en el Registro Nacional de Lugares Históricos como Monumento Histórico Nacional en 1972. El New York Life Building fue designado un hito oficial de Nueva York por la Comisión de Preservación de Monumentos de la ciudad en 2000. En ese momento, The New York Times dijo que el edificio nunca había sido propuesto a la comisión para su designación, a pesar de ser "uno de los hitos más familiares de Nueva York". 